# Lijst van spelers van Górnik Zabrze
Deze lijst bevat voetballers die bij de Poolse voetbalclub Górnik Zabrze spelen of gespeeld hebben. De namen zijn alfabetisch gerangschikt.

## A
- Mieczyslaw Agafon
- Arkadiusz Aleksander
- Zygmunt Anczok
- Rafal Andraszak
- Ensar Arifović
- Tomasz Augustyniak

## B
- Marko Bajić
- Valdimir Balat
- Henryk Bałuszyński
- Adam Banaś
- Jan Banas
- Krzysztof Baran
- Dawid Bartos
- Marek Beben
- Maciej Bębenek
- Andrzej Bednarz
- Michael Bemben
- Jaroslaw Bialek
- Bartosz Białkowski
- Andrzej Bledzewski
- Paweł Bochniewicz
- Grzegorz Bogdan
- Grzegorz Bonin
- Grzegorz Bonk
- Dietmar Brehmer
- Piotr Brożek
- Jerzy Brzęczek
- Piotr Brzoza
- Krzysztof Bukalski
- Mateusz Bukowiec
- Grzegorz Burandt
- Paweł Buśkiewicz

## C
- Eugeniusz Cebrat
- Konrad Cebula
- Michal Chalbinski
- Tomasz Chałas
- Dickson Choto
- Jan Cios
- Tomasz Copik
- Ryszard Cyron
- Marek Czakon
- Henryk Czech

## D
- Adam Danch
- Józef Dankowski
- Sylwester Debowski
- Enkelejd Dobi
- Tadeusz Dolny
- Robert Drąg
- Marcin Dudzinski
- Grzegorz Dziuk
- Dariusz Dzwigala

## E
- Ugochukwu Enyinnaya

## F
- Filipe
- Andrzej Fischer
- Stefan Florenski

## G
- Dawid Gajewski
- Giorgos Giakoumakis
- Mariusz Gancarczyk
- Michal Gašparík
- Gaudinho
- Ginter Gawlik
- Piotr Gierczak
- Adam Giesa
- Remigiusz Golda
- Konrad Golos
- Jan Gomola
- Grzegorz Goncerz
- Damian Gorawski
- Jerzy Gorgon
- Lukasz Gorszkow
- Jacek Grembocki
- Andrei Grishchenko
- Stanislaw Gzil

## H
- Henryk Hajduk
- Tomasz Hajto
- Hernâni
- Joachim Hutka

## I
- Andrzej Iwan
- Sebastian Iwanicki

## J
- Rafal Jablonski
- Dariusz Jackiewicz
- Grzegorz Jakosz
- Edward Jankowski
- Slawomir Jarczyk
- Dawid Jarka
- Rafał Jarosz
- Grzegorz Jasiczek
- Piotr Jegor
- Róbert Jež
- João Paulo
- Michał Jonczyk
- Mariusz Jop
- Lukasz Juszkiewicz

## K
- Rafal Kaczmarczyk
- Ken Kallaste
- Mateusz Kaminski
- Waldemar Kaminski
- Łukasz Kanik
- Shingayi Kaondera
- Michał Karwan
- Waldemar Kischka
- Marius Kizys
- Aleksander Kłak
- Kléber
- Joachim Klemensz
- Dariusz Klytta
- Dariusz Kołodziej
- Ryszard Komornicki
- Adam Kompala
- Bartosz Kopacz
- Ireneusz Koscielniak
- Dariusz Koseła
- Kamil Kosowski
- Hubert Kostka
- Marek Kostrzewa
- Edmund Kowal
- Jan Kowalski
- Marek Koźmiński
- Ryszard Kraus
- Ivica Križanac
- Kamil Krol
- Paweł Król
- Marek Krotofil
- Krzysztof Kruczek
- Pawel Krzysztoporski
- Arkadiusz Kubik
- Rainer Kuchta
- Miroslav Kuczera
- Hubert Kulanek
- Przemysław Kulig
- Marcin Kuzba
- Kamil Kuzera
- Aleksander Kwiek

## L
- Tomasz Laskowski
- Henryk Latocha
- Piotr Lech
- Piotr Leciejewski
- Roman Lentner
- Léo
- Sebastian Leszczak
- Marcel Licka
- Tomasz Lisowski
- Włodzimierz Lubański
- Tomasz Luczywek

## M
- Józef Machnik
- Piotr Madejski
- Mariusz Magiera
- Marek Majka
- Dimitar Makriev
- Piotr Malinowski
- Maciej Mańka
- Marcin Manka
- Adam Marciniak
- Adrian Masarczyk
- Giannis Masouras
- Marcin Maszka
- Stipe Matić
- Waldemar Matysik
- Grzegorz Mielcarski
- Arkadiusz Milik
- Kazimierz Moskal
- Tomasz Moskal
- Sergei Mošnikov
- Jerzy Musialek
- Giannis Mystakidis

## N
- Andrzej Niedzielan
- Rafał Niżnik
- Kimitoshi Nogawa
- Mariusz Nosal
- Gabriel Nowak
- Sebastian Nowak
- Carsten Nulle

## O
- Roman Ogaza
- Wojciech Okinczyc
- Marian Olejnik
- Alfred Olek
- Sebastian Olszar
- Adam Orlowicz
- Andrzej Orzeszek
- Stanislaw Oslizlo

## P
- Andrzej Pałasz
- Slawomir Paluch
- Boris Pandža
- Tadas Papeckys
- Jacek Paszulewicz
- Patrick Pavlenda
- Mariusz Pawelec
- Michał Pazdan
- Pawel Peczak
- Boris Peškovič
- Madrin Piegzik
- Rafal Pietrzak
- Przemyslaw Pitry
- Artur Płatek
- Ernest Pol
- Jaroslaw Popiela
- Tomasz Prasnal
- Michal Probierz
- Andrejs Prohorenkovs
- Artur Prokop
- Michal Protasewicz
- Mariusz Przybylski

## R
- Patryk Rachwał
- Daniel Radawiec
- Blazej Radler
- Diego Alessandro Rambo
- Willy Rivas
- Piotr Rocki
- Piotr Ruszkul
- Piotr Rzepka

## S
- Damian Seweryn
- Marcin Siedlarz
- Adrian Sikora
- Daniel Sikorski
- Artur Skiba
- Łukasz Skorupski
- Hubert Skowronek
- Vladimir Sladojevic
- Mateusz Slawik
- Waldemar Slomiany
- Maris Smirnovs
- Szymon Sobczak
- Thomas Sobotzik
- Bartłomiej Socha
- Adam Stachowiak
- Dariusz Stachowiak
- Miroslaw Staniek
- Ryszard Staniek
- Piotr Stawowy
- Ivaylo Stoimenov
- Aco Stojkov
- Pawel Strak
- Jaroslav Studzizba
- Marcin Suchanski
- Adrian Świątek
- Marcin Szałęga
- Andrzej Szarmach
- Wladyslaw Szarynski
- Robert Szczot
- Miroslaw Szlezak
- Jakub Szmatula
- Zygfryd Szoltysik
- Rafal Szwed
- Slawomir Szymaszek
- Kamil Szymura

## T
- Bartosz Tarachulski
- Angelmo Teixeira
- Robert Trznadel

## U
- Ulisses
- Jan Urban

## V
- Michal Václavík
- Stavros Vasilantonopoulos

## W
- Tomasz Wałdoch
- Robert Wallon
- Jozef Wandzik
- Robert Warzycha
- Kamil Wereszczynski
- Henryk Wieczorek
- Krzysztof Wierzbicki
- Erwin Wilczek
- Jerzy Wilim
- Jacek Wisniewski
- Ewald Wisniowski
- Marcin Wodecki
- Paweł Wojciechowski
- Tomasz Wojcik
- Jan Wrazy
- Michal Wrobel
- Stanislaw Wrobel

## Z
- Mateusz Zachara
- Krzysztof Zagórski
- Tomasz Zahorski
- Andrzej Zgutczynski